# Giro di Romandia 1994
Il Giro di Romandia 1994, quarantottesima edizione della corsa, si svolse dal 3 all'8 maggio su un percorso di 819 km ripartiti in 6 tappe e un cronoprologo, con partenza a Marin e arrivo a Ginevra. Fu vinto dallo svizzero Pascal Richard della MG Boys Maglificio-Technogym davanti al francese Armand de Las Cuevas e allo statunitense Andrew Hampsten.

## Tappe
| Tappa  | Data     | Percorso                          | km  | Vincitore di tappa   | Leader cl. generale  |
| ------ | -------- | --------------------------------- | --- | -------------------- | -------------------- |
| Prol.  | 3 maggio | Marin > Marin (cron. individuale) | 5,8 | Armand de Las Cuevas | Armand de Las Cuevas |
| 1ª     | 4 maggio | Neuchâtel > Le Sentier            | 171 | Giorgio Furlan       | Marco Saligari       |
| 2ª     | 5 maggio | Le Sentier > Losanna              | 181 | Nicola Minali        | Marco Saligari       |
| 3ª     | 6 maggio | Losanna > Les Mayens-de-Riddes    | 160 | Pascal Richard       | Pascal Richard       |
| 4ª     | 7 maggio | La Tzoumaz > Bulle                | 101 | Ján Svorada          | Pascal Richard       |
| 5ª     | 7 maggio | Bulle > Bulle (cron. individuale) | 24  | Pascal Richard       | Pascal Richard       |
| 6ª     | 8 maggio | Bulle > Ginevra                   | 176 | Nicola Minali        | Pascal Richard       |
| Totale | Totale   | Totale                            | 819 |                      |                      |

## Dettagli delle tappe

### Prologo
- 3 maggio: Marin > Marin (cron. individuale) – 5,8 km

| Pos. | Corridore            | Squadra   | Tempo |
| ---- | -------------------- | --------- | ----- |
| 1    | Armand de Las Cuevas | Castorama | 6'51" |
| 2    | Marco Saligari       | MG Boys   | a 1"  |
| 3    | Miguel Indurain      | Banesto   | a 3"  |

| Pos. | Corridore            | Squadra   | Tempo |
| ---- | -------------------- | --------- | ----- |
| 1    | Armand de Las Cuevas | Castorama | 6'51" |
| 2    | Marco Saligari       | MG Boys   | a 1"  |
| 3    | Miguel Indurain      | Banesto   | a 3"  |

### 1ª tappa
- 4 maggio: Neuchâtel > Le Sentier – 171 km

| Pos. | Corridore      | Squadra       | Tempo    |
| ---- | -------------- | ------------- | -------- |
| 1    | Giorgio Furlan | Gewiss-Ballan | 5h30'08" |
| 2    | Marco Saligari | MG Boys       | s.t.     |
| 3    | Pascal Richard | MG Boys       | s.t.     |

| Pos. | Corridore            | Squadra       | Tempo    |
| ---- | -------------------- | ------------- | -------- |
| 1    | Marco Saligari       | MG Boys       | 5h36'50" |
| 2    | Armand de Las Cuevas | Castorama     | a 9"     |
| 3    | Giorgio Furlan       | Gewiss-Ballan | a 10"    |

### 2ª tappa
- 5 maggio: Le Sentier > Losanna – 181 km

| Pos. | Corridore        | Squadra       | Tempo    |
| ---- | ---------------- | ------------- | -------- |
| 1    | Nicola Minali    | Gewiss-Ballan | 4h56'56" |
| 2    | Giovanni Fidanza | Polti         | s.t.     |
| 3    | Rolf Sörensen    | MG Boys       | s.t.     |

| Pos. | Corridore            | Squadra       | Tempo     |
| ---- | -------------------- | ------------- | --------- |
| 1    | Marco Saligari       | MG Boys       | 10h33'45" |
| 2    | Armand de Las Cuevas | Castorama     | a 10"     |
| 3    | Giorgio Furlan       | Gewiss-Ballan | a 11"     |

### 3ª tappa
- 6 maggio: Losanna > Les Mayens-de-Riddes – 160 km

| Pos. | Corridore            | Squadra   | Tempo    |
| ---- | -------------------- | --------- | -------- |
| 1    | Pascal Richard       | MG Boys   | 4h16'05" |
| 2    | Andrew Hampsten      | Motorola  | a 1'17"  |
| 3    | Armand de Las Cuevas | Castorama | s.t.     |

| Pos. | Corridore            | Squadra   | Tempo     |
| ---- | -------------------- | --------- | --------- |
| 1    | Pascal Richard       | MG Boys   | 14h49'53" |
| 2    | Armand de Las Cuevas | Castorama | a 1'20"   |
| 3    | Andrew Hampsten      | Motorola  | a 1'43"   |

### 4ª tappa
- 7 maggio: La Tzoumaz > Bulle – 101 km

| Pos. | Corridore        | Squadra | Tempo    |
| ---- | ---------------- | ------- | -------- |
| 1    | Ján Svorada      | Panaria | 2h31'11" |
| 2    | Giovanni Fidanza | Polti   | s.t.     |
| 3    | Marco Saligari   | MG Boys | s.t.     |

| Pos. | Corridore            | Squadra   | Tempo     |
| ---- | -------------------- | --------- | --------- |
| 1    | Pascal Richard       | MG Boys   | 17h21'04" |
| 2    | Armand de Las Cuevas | Castorama | a 1'20"   |
| 3    | Andrew Hampsten      | Motorola  | a 1'43"   |

### 5ª tappa
- 7 maggio: Bulle > Bulle (cron. individuale) – 24 km

| Pos. | Corridore            | Squadra   | Tempo  |
| ---- | -------------------- | --------- | ------ |
| 1    | Pascal Richard       | MG Boys   | 32'51" |
| 2    | Armand de Las Cuevas | Castorama | a 22"  |
| 3    | Gianni Faresin       | Panaria   | a 33"  |

| Pos. | Corridore            | Squadra   | Tempo     |
| ---- | -------------------- | --------- | --------- |
| 1    | Pascal Richard       | MG Boys   | 17h53'55" |
| 2    | Armand de Las Cuevas | Castorama | a 1'42"   |
| 3    | Andrew Hampsten      | Motorola  | a 2'53"   |

### 6ª tappa
- 8 maggio: Bulle > Ginevra – 176 km

| Pos. | Corridore        | Squadra       | Tempo    |
| ---- | ---------------- | ------------- | -------- |
| 1    | Nicola Minali    | Gewiss-Ballan | 4h27'42" |
| 2    | Ján Svorada      | Panaria       | s.t.     |
| 3    | Steffen Wesemann | Telekom       | s.t.     |

| Pos. | Corridore            | Squadra   | Tempo     |
| ---- | -------------------- | --------- | --------- |
| 1    | Pascal Richard       | MG Boys   | 22h21'37" |
| 2    | Armand de Las Cuevas | Castorama | a 1'42"   |
| 3    | Andrew Hampsten      | Motorola  | a 2'53"   |

## Classifiche finali

### Classifica generale
| Pos. | Corridore            | Squadra                      | Tempo     |
| ---- | -------------------- | ---------------------------- | --------- |
| 1    | Pascal Richard       | MG Boys Maglificio-Technogym | 22h21'37" |
| 2    | Armand de Las Cuevas | Castorama                    | a 1'42"   |
| 3    | Andrew Hampsten      | Motorola                     | a 2'53"   |
| 4    | Marco Giovannetti    | Mapei-CLAS                   | a 3'34"   |
| 5    | Marco Saligari       | MG Boys Maglificio-Technogym | a 3'53"   |
| 6    | Davide Rebellin      | MG Boys Maglificio-Technogym | a 4'26"   |
| 7    | Stefano Della Santa  | Mapei-CLAS                   | a 5'11"   |
| 8    | Pavel Tonkov         | Lampre-Panaria               | a 5'45"   |
| 9    | Gianni Faresin       | Lampre-Panaria               | a 6'13"   |
| 10   | Ivan Gotti           | Polti-Vaporetto              | a 6'29"   |